# 哈薩克斯坦的俄羅斯人
俄羅斯人，是哈薩克斯坦的第二大民族，對哈薩克斯坦社會有很大影嚮力。
他們在十九世纪來到哈薩克斯坦，最早是一些哥薩克，在哈薩克草原北部建立一些據點，之後逐漸吞併整個哈薩克汗國，分為奧倫堡州和草原總督區等行政區域，同時鼓勵俄羅斯人移民至哈薩克斯坦，在1917年已有1000000俄羅斯人移民至哈薩克斯坦，佔媲人口30%
在蘇聯時代，因要實行工業化和開墾農地(處女地運動)和蘇德戰爭等原因，大批俄羅斯人來到，至1979年人口5,500,000，佔媲人口40%
蘇聯解體後，由於哈薩克斯坦政府強調哈薩克人優先和鼓勵哈薩克人回歸及鼓勵使用哈薩克語等原因，很多人返回俄羅斯，但俄羅斯語仍作為族際交流語，俄羅斯人仍是第二大民族保留一定影嚮力。